# Villa Silípica
Villa Silípica è una località dell'Argentina, nel dipartimento di Silípica della provincia di Santiago del Estero. Nel 2010 contava 98 abitanti.